# Китайская гипотеза
Китайская гипотеза — опровергнутая гипотеза, что целое число {\displaystyle n} является простым тогда и только тогда, когда {\displaystyle 2^{n}-2} делится на {\displaystyle n}; другими словами, что целое {\displaystyle n} просто тогда и только тогда, когда {\displaystyle 2^{n}\equiv 2{\pmod {n}}}. В одну сторону утверждение истинно, а именно, что когда {\displaystyle n} — простое, то {\displaystyle 2^{n}\equiv 2{\pmod {n}}} (это специальный случай малой теоремы Ферма). Однако обратное утверждение, что из {\displaystyle \,2^{n}\equiv 2{\pmod {n}}} следует простота {\displaystyle n}, неверно, а потому и в целом гипотеза не верна. Наименьшим контрпримером является число {\displaystyle n=341=11\times 31}. Составные числа {\displaystyle n}, для которых {\displaystyle 2^{n}-2} делится на {\displaystyle n}, называются числами Пуле. Они являются частным случаем псевдопростых чисел Ферма.
Выдвинута XIX веке в работе математика Ли Шань-Ланя (кит. 李善兰; 1811—1882) времён империи Цин. Ли Шань-Лань впоследствии осознал ошибочность утверждения и изъял его из всех последующих работ, но несмотря на это утверждение стало распространяться под его именем. В результате ошибки перевода в 1898 году гипотеза была приписана времени Конфуция и с тех пор иногда ошибочно считается древнекитайской.